# Освобождение Исфахана
Освобождение Исфахана — прямой результат битвы при Мундшахаре, в которой персидская армия Надир-шаха разбила афганскую армии Ашраф-шаха.
16 ноября 1729 года Надир привел свою армию к Исфахану, где после бегства Ашраф-шаха шли массовые грабежи и беспорядки. Многие афганцы, проживавшие в городе, стали жертвами насилия и были убиты или ограблены. Могила Мир Махмуд-шаха Хотака стала ещё одним объектов гнева горожан: её разграбили и открыли на её месте общественную уборную.
9 декабря 1729 года Надир встретил шаха Сефевидов Тахмаспа II за городскими воротами. Тахмасп выразил признательность Надиру, вернувшему ему трон: несмотря на возражения самого Надира, шах спешился и в знак уважения вместе с ним вступил в город.
Возвращение шаха было встречено с ликованием жителей Исфахана. Однако, вступив в город, Тахмасп прослезился, увидев разрушения, учиненные в некогда славной столице могущественной империи.